# غريغ سميث (لاعب اتحاد الرغبي نيوزيلندي)
غريغ سميث (بالإنجليزية: Greg Smith) هو لاعب اتحاد الرغبي نيوزيلندي، ولد في 14 يوليو 1974 في هاميلتون في نيوزيلندا.

## وصلات خارجية
- غريغوري سميث عل موقع إسبنسكروم (الإنجليزية)
- غريغوري سميث على موقع ItsRugby.co.uk (الإنجليزية)